# Enclos paroissial de Sizun
L'enclos paroissial de Sizun est un enclos paroissial situé dans la commune de Sizun (Finistère, France) autour de l'église Saint-Suliau. Cet ensemble architectural construit aux XVIe et XVIIIe siècles comprend, outre l'église Saint-Suliau, une sacristie, une chapelle funéraire ou ossuaire et une porte triomphale. L'ensemble est classé au titre des monuments historiques. Il constitue un des enclos remarquables du pays de Léon.

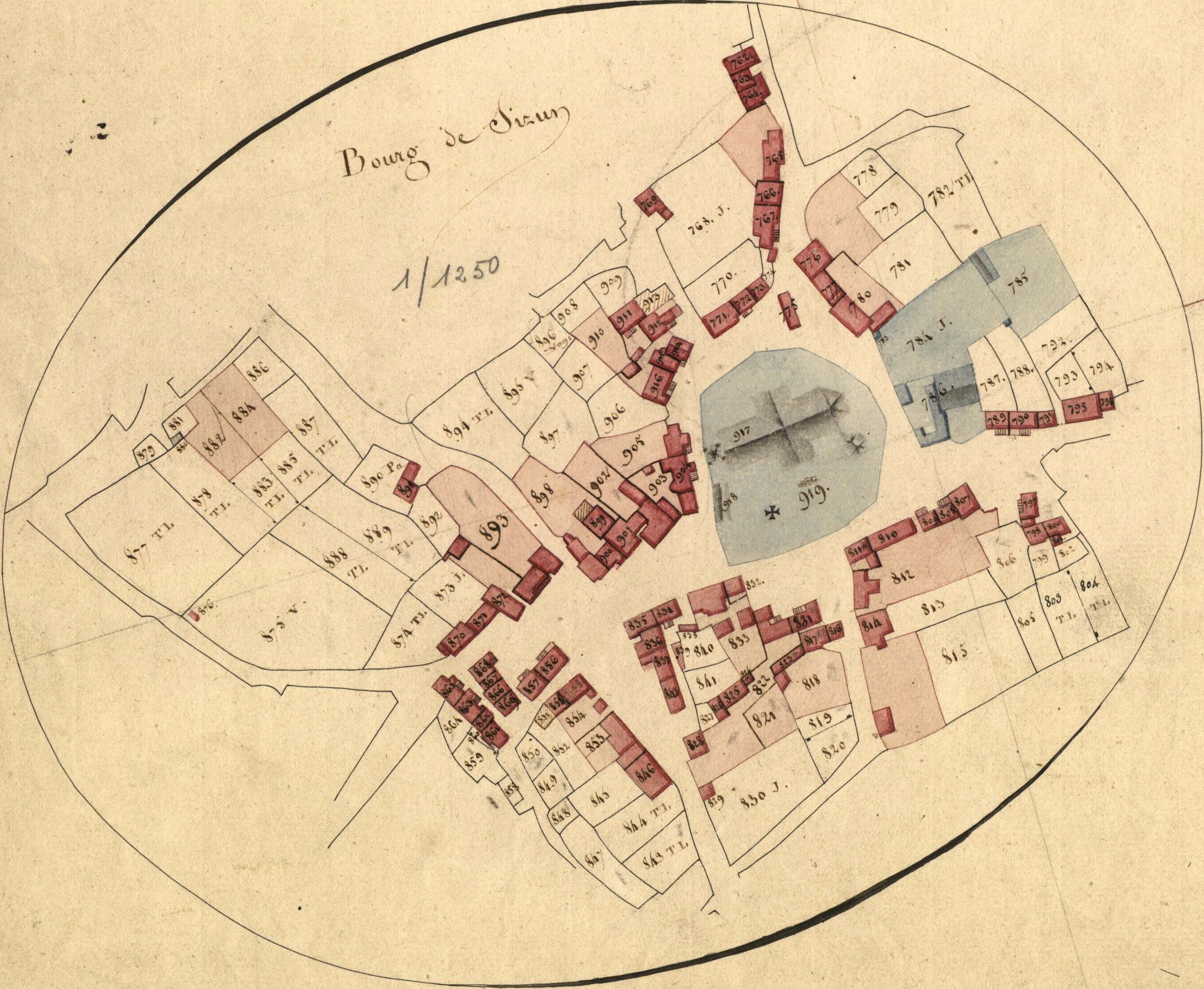
Plan de l'enclos en 1812. La sacristie est visible au sud-est de l'église. L'ossuaire (918), accolé à la porte triomphale, servait alors de mairie.

## La porte triomphale
Cet arc de triomphe est plus souvent désigné sous le nom de Porz-ar-Maro, la porte des morts. L'arc de triomphe est daté de 1588-1590. Il donne accès à l'ancien cimetière qui entoure l'église. Large de 14,5 m, le monument est représentatif de la Renaissance. Il est composé de trois arcades séparées par des colonnes cannelées à chapiteaux corinthiens. L'arc central est surmontée d'un calvaire. Un escalier de pierre permet d'accéder à la galerie supérieur pour y célébrer des messes autrefois ; il a été enlevé lors de l'agrandissement de la route.

## La chapelle ossuaire
Situé dans la partie ouest du cimetière, la façade de l'ossuaire est tournée vers l'est. Elle fait la singularité du bâtiment. Une porte et son fronton aux armes de la famille de Rohan coupent les trois registres qui divisent le bâtiment.
Le registre inférieur est fait de granit jaune alvéolé ; celui du milieu est percé d'une série de fenêtres en plein cintre séparées de pilastres. Sur l'un d'eux est gravée la date de 1585.
Le troisième registre est composé d'une série de douze niches, séparées par des pilastres doriques cannelés, abritant les statues des douze Apôtres, drapés par une phrase du Credo.
Outre les armoiries, on trouve également dans le fronton de la porte une statuette de saint Suliau, saint François d'Assise et un deuxième tenant un calice. Deux inscriptions sont gravées : Memento Mori, Vous nos enfants qui par ici passés, souvenez-vous que nous sommes trépassés.
Durant la Révolution, l’ossuaire a hébergé les réunions du comité de Salut public.
Si à l'origine, l'ossuaire recevait les restes des morts lorsqu'on procédait à une nouvelle inhumation, plus récemment, on y déposait les défunts pour la veillée funèbre. Désormais, l'ossuaire accueille les visiteurs et sert de lieu d'exposition d'un intérieur breton, de divers objets et vêtements d'autrefois.

## L'église
L’église a été reconstruite et fut agrandie au XVIIe siècle. Seuls subsistent 4 piliers centraux de l’église d’origine. Le porche porte la date de 1514.
L’église possède une nef avec bas-côtés, puis deux larges transepts successifs ont été réalisés entre 1638 et 1644 et enfin un chœur au centre du chevet de type Beaumanoir. La cuve baptismale est datée de 1679.
On peut y admirer un maître-autel et son retable, les retables du Rosaire de Jean Berthouloux, le retable des Agonisant et le retable de la Trinité, situés dans les transepts, ainsi qu'une chaire près du chœur et des fonts baptismaux polychromes. L’orgue de Dallam et son buffet sont classés aux Monuments Historiques.
L’église a été rénovée entre 2009 et 2012 ; les modifications ont porté sur la toiture, la charpente, les lambris, les enduits, ainsi que la rénovation des blochets, des sablières, de la voûte, et la restauration de la polychromie.

### Intérieur de l'église

#### Maître-Autel et retable
Ce maître-autel du XVIIe siècle a probablement été réalisé par le sculpteur Maurice le Roux, de Landerneau.
L'ouvrage est composé d’une succession de tourelles couronnées par une balustrade. Des colonnes corinthiennes encadrent un tableau de l’ascension. Dans les niches à coquille latérales, se trouvent la Vierge Marie et saint Suliau, le Saint Patron de la paroisse.
Au-dessous de ces statues, deux bas-reliefs représentent une Vierge à l'Enfant (Notre-Dame de Grâce) et Joseph avec l’Enfant Jésus.
De part et d'autre du tabernacle se tiennent Pierre et Paul, ainsi que les évangélistes accompagnés de leur symbole. Un agneau décore le tabernacle, surmonté de trois représentations du Christ (colombe, crucifié et ressuscité).
À gauche dans le chœur, le retable en pierre blanche de Saint-Augustin et le mystère de la Sainte Trinité.
À droite, le retable en bois encadre un tableau du Baptême de Jésus.
Le fronton triangulaire, qui surmonte l’ensemble, comporte un buste de Dieu le Père, sortant des nuages. Ce maître-autel est entouré de deux retables bâtis sur le même modèle.

#### Chœur
Auprès du retable Saint-Pierre et en face Saint-Guillaume, à l'entrée du chœur, les statues en bois polychrome au pilier droit, Saint-Maudez et Saint-Yves au pilier gauche. Ces statues ont été classées au titre des monuments historiques le 02/06/1972 pour Saint-Yves et le 24/06/1988 pour Saint-Maudez. 
A gauche dans le chœur, la bannière paroissiale de Saint-Suliau et de la crucifixion en velours brodé d’or et d’argent date du XVIIIe siècle. Elle présente le patron de l’église sur l’une de ses faces et une Crucifixion sur l’autre.
La chaire à prêcher est l'œuvre du sculpteur Y. Cevaer, en 1784.
La sablière est ornée de masques et de cornes d'abondance. Dans les angles, les anges tiennent les instruments de la Passion.

#### Retable de la confrérie du Rosaire
Le retable du rosaire, dans le transept-sud, date de la fin du XVIIe siècle (1668). C'est l'œuvre du sculpteur Jean Berthouloux. Les colonnes roses qui encadrent le tableau sont ciselées de rinceaux de vigne où s'ébattent personnages et animaux. Le retable est orné de statues de Saint-Dominique et Sainte-Catherine de Sienne. Dans la partie supérieure du retable, une remarquable statue de la Vierge à l'enfant est encadrée par deux anges. Ce retable a été classé au titre des monuments historiques le 19/07/1957.
À l'opposé de ce retable, dans ce même transept, la plus ancienne statue polychrome de saint Suliau, d'époque gothique, classée au titre des monuments historiques le 09/01/2003.

#### Retable des agonisants
Le retable du transept-nord abrite un tableau qui représente la mort d'un fidèle en présence de Dom Michel Le Nobletz, missionnaire breton du XVIIe siècle. Encadré par les statues de saint Pierre et saint Paul, d'inspiration flamande, il est surplombé par celle de saint Joseph.

#### Orgue
L'orgue est l'œuvre est de Thomas Dallam (XVIIe siècle). Il avait composé un orgue qui devait avoir 23 jeux. En 1750, l'orgue fut foudroyé et mal réparé. Vers 1850, un facteur d'orgues alsacien du nom de Heyer a reconstruit l'orgue. En 1968, il restait à l'orgue, 9 jeux et un clavier, le tout en très mauvais état. À l'initiative de l'abbé Broc'h, curé de Sizun, le facteur d'orgue nantais Jean Renaud relève, en 1971, en facture classique avec 10 jeux au Grand Orgue, 7 au positif et 3 au pédalier.
Grand Orgue : Bourdon 16 - Montre 8 - Prestant 4 - Flûte à cheminée 4 - Doublette 2 - Plein Jeu 4 rangs - Trompette 8 - Clairon 4 - Cornet 5 rangs
Positif : Bourdon 8 - Principal 4 - Nazard 2 2/3 - Quarte 2 - Tierce 1 1/3 - Cymbale 4 rangs - Cromorne 8
Pédale : Soubasse 16 - Basse 8 - Flûte 4 - Transmission des claviers mécaniques - Tirage des jeux électriques avec double registration.

#### Fonts baptismaux
Les fonts baptismaux à baldaquin en bois sculpté, polychrome, datent de 1676. Ils sont classés au titre des monuments historiques le 2 juin 1972.

#### Chaire à prêcher
La chaire à prêcher en bois sculpté polychrome doré date du XVIIe siècle. Elle a été classée au titre des monuments historiques le 2 juin 1972.

#### Vitrine
Des objets et vêtements liturgiques sont exposés dans cette vitrine sont régulièrement utilisés : à l'occasion des pardons, calices, ciboire, buste de saint Suliau, statue de la Vierge, retrouvent leur place dans les célébrations. On y admire, notamment :
- Buste-reliquaire en argent massif de saint Suliau : les reliques sont encastrées dans la tête. Réalisé dans l'atelier de François Lapous à Morlaix. Il porte l'inscription "pour servir à Monsieur S. Ciliau - Paroisse de Sizun -Fait en l'An 1625" [3];
- Statue de la Vierge à l'Enfant, en argent massif, XVIIe siècle ;
- Calice en argent doré (1660) œuvre de Daniel, Maître orfèvre à Saint-Pol-de-Léon ;
- Ciboire en argent doré (1780) poinçon J. M. Febvrier ;
- Calice de Saint-Eloy en argent doré (XVIe siècle).

## Clocher
Le clocher de style gothique porte les dates 1728/1735. Il repose sur quatre piliers et ne comporte pas de fondation. Sa flèche très fine s'élève à 56 m.

### Galerie

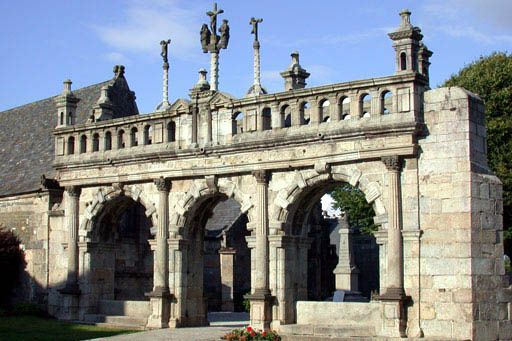
Porte triomphale.